# Menophra arabica
Menophra arabica là một loài bướm đêm trong họ Geometridae.